# Jens Assersøn
Jens Assersøn (død 1306) var biskop i Århus Domkirke fra 1288- 1306. 
Han var af fornem familie og i familie med ærkebiskop Jens Grand, hvem han dog skal have formanet til eftergivenhed over for kong Erik Menved. Han var derfor også en af de to jyske biskopper, som 1299 stadfæstede kongens klage til pavestolen imod den pavelige legat Isarnus dom. Han forekommer ofte i sin egenskab af medlem af Kongens råd, og forbedrede skoleforholdene i Århus. Sit domkapitel begunstigede han på flere måder, for eksempel ved en gave bestående af værdifulde sølvbægre. Han døde i april 1306 og blev begravet i kirken, hvor hans ligsten stadig findes.